# Орховек
Орховек (пол. Orchówek) — село (раніше місто) в Польщі, у гміні Володава Володавського повіту Люблінського воєводства. Розташоване на крутому схилі долини річки Буг, на «потрійному стику» Польщі, Білорусі та України. Населення — 1036 осіб (2011).

## Історія
У 1506 р. зусиллям власника Орховека шляхтича Єжи Крупського Орховек отримав міські права, які були втрачені містечком у XVIII столітті.
Знову Орховек став містом у 1775 р. (до 1869 р.).
За даними етнографічної експедиції 1869—1870 років під керівництвом Павла Чубинського, у селі переважно проживали греко-католики, які розмовляли українською мовою.
У 1921 році село входило до складу гміни Володава Володавського повіту Люблінського воєводства Польської Республіки.
За переписом населення Польщі 10 вересня 1921 року в міському селищі Орховек налічувалося 116 будинків та 661 мешканець, з них:
- 290 чоловіків та 371 жінка;
- 391 православний, 243 римо-католики, 27 юдеїв;
- 375 українців, 272 поляки, 14 євреїв.

28 травня 1946 року польська армія примусово виселила українців з села з метою їхньої депортації з Польщі до УРСР.
1 січня 1973 р. Орховек було включено до адміністративної юрисдикції Володави.
15 липня 1992 р. й до даного часу є найбільшим селом у Влодавській гміні.
В Орховеку був великий завод вироблення шкіряної продукції з 1972 р. — у даний час закритий.
Пам'ятками Орховека є парафіяльна церква в стилі бароко парафії св. Яна Ялмужника. Спочатку церква належала августинцям. Засновником монастиря був власник Орховека Микола Івицький гербу Кушаба та його дружина Софія Крупська гербу Корчак у 1610 році.
В Орховеку закінчується залізнична лінія «Хельм-Влодава», що закрита для пасажирських перевезень з 2002 року. Залишився залізничний міст зруйнований Люфтваффе під час бомбардування у вересні 1939 року.

## Населення
Демографічна структура станом на 31 березня 2011 року:
|          | Загалом | Допрацездатний вік | Працездатний вік | Постпрацездатний вік |
| -------- | ------- | ------------------ | ---------------- | -------------------- |
| Чоловіки | 524     | 127                | 348              | 49                   |
| Жінки    | 512     | 98                 | 313              | 101                  |
| Разом    | 1036    | 225                | 661              | 150                  |

## Особистості

### Народилися
- Павло Шиманський (1782—1852) — греко-католицький церковний діяч.